# Piraña
Ne doit pas être confondu avec Piranha.
Piraña est une attraction de type rivière rapide en bouées, situées dans le parc d'attractions néerlandais Efteling à Kaatsheuvel. Il est d'ailleurs le premier parcours de ce type à avoir été installé en Europe.
Piraña est situé dans la section Anderrijk du parc. Appelé en français « Royaume Alternatif » ou encore « Royaume de l'Étrange », il occupe la partie méridionale du parc. Cette partie est celle des mondes parallèles et mystérieux.
L'attraction - qui avait reçu comme nom de travail Rapid River - a été ouverte officiellement le 18 mai 1983 par Pieter van Vollenhoven sur une partie de l'étang de canoë et reçu ce jour son nom actuel. D'autres noms avaient été envisagés pour l'attraction et pour lesquels Ton van de Ven, le concepteur de Piraña, avait réalisé un logo : Kontiki et Uru Bamba. Ton van de Ven est un grand créatif du parc. Il a conçu entre autres le Vol de rêve, Fata Morgana, Villa Volta, Vogel Rok, le Peuple des Lavanors, le Château Hanté, Gondoletta, la Pagode, De Halve Maen.
Pour le rituel d'ouverture, Monsieur Van Vollenhoven baptisa les radeaux du Piraña avec de l'eau de source qui avait fait le voyage spécialement du Pérou. Pour ce rituel, il s'était exprimé dans le dialecte des indiens Ayacucho originaires d'Amérique du Sud.
Pour Efteling, cette attraction de type bouée est caractéristique des années 1980 car il témoigne d'une volonté du parc d'évoluer vers des attractions à sensations, en s'éloignant un peu du thème des contes.

## Projet
Le principe de la tranchée d'eau et de la plaque tournante vient de la société suisse Intamin qui fabriqua aussi l'attraction Gondoletta avec une plaque tournante. Intamin est également le constructeur du Pegasus, le Circuit de Bob, De Halve Maen et de la Pagode.
Bien qu'Efteling ait déjà émis l'idée ainsi que ses premiers plans en 1980 pour une attraction semblable, c'est Astroworld à Houston (Texas, États-Unis) qui eût cette primeur mais aussi quelques problèmes dus à la première réalisation d'un prototype. Pour Efteling, l'attraction aux États-Unis est surtout un exemple de ce qu'il ne faut pas faire. Plusieurs constatations sont tirées par une délégation d'Efteling qui visite Astroworld en 1981. Le climat pluvieux des Pays-Bas oblige Efteling à une autre présentation de l'attraction. En outre, les concepteurs rejoignent bien la vision du directeur d'Efteling de l'époque, Herman Ten Bruggencate : il veut investir beaucoup d'argent, mais pour des attractions uniques, ce qui renforcera l'image d'Efteling. La construction débuta en 1982 et Piraña devait ouvrir la même année mais l'architecture précolombienne entourant l'attraction retarda l'ouverture d'un an.

## Ambiance

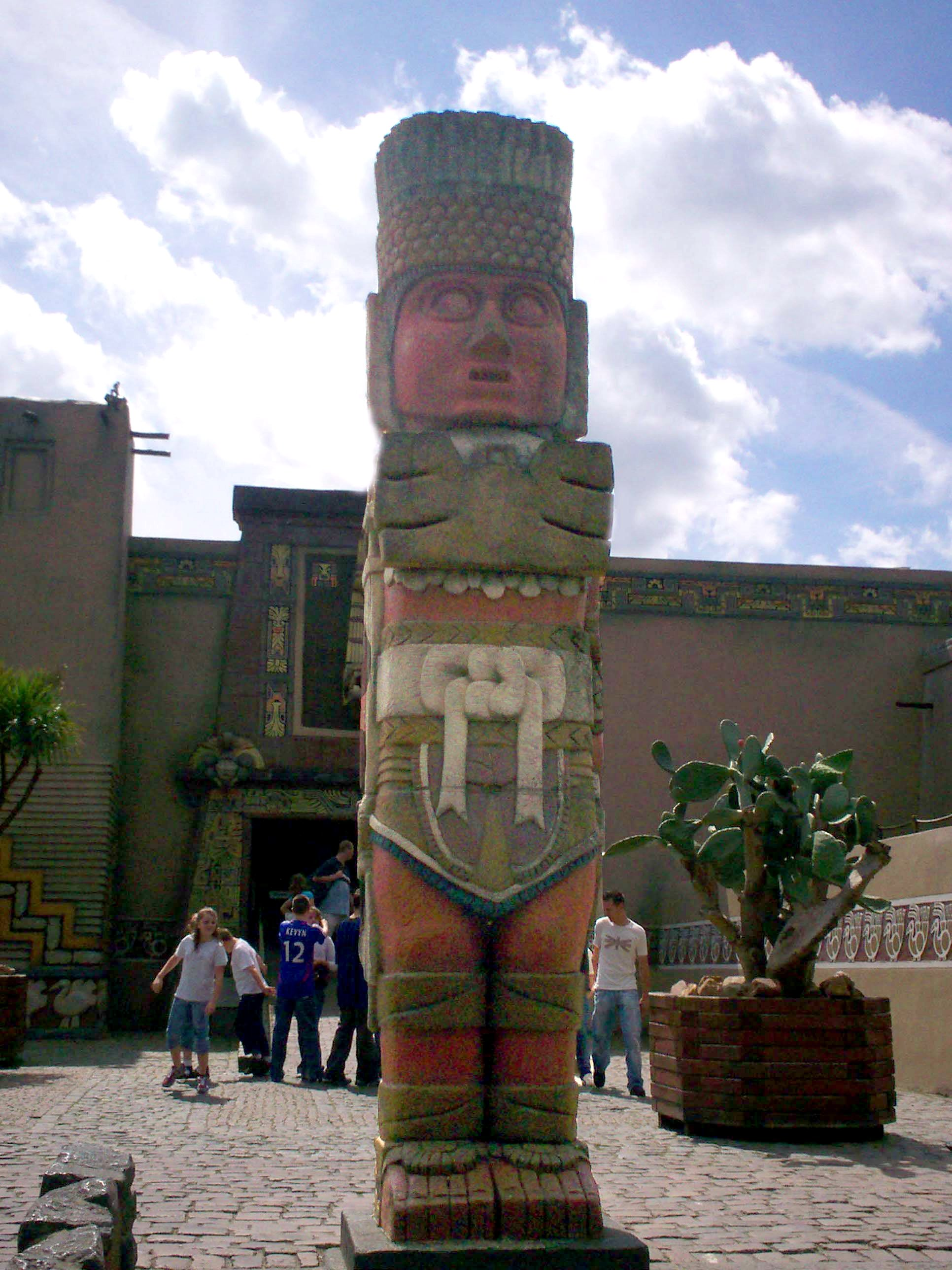
Un atlante en pierre à la sortie de Piraña

L'ambiance mésoaméricaine de Piraña a été basée sur l'architecture et les œuvres sculpturales et picturales de diverses cultures précolombiennes. En voyant ces radeaux ronds, le concepteur Ton van de Ven pensa au livre The Gods Were Astronauts de l'écrivain Erich von Däniken et aux cercles inexplicablement parfaits ainsi qu'aux géoglyphes de Nazca en Amérique du Sud. Ceci l'amena donc aux cultures des Incas, Mayas et Aztèques. Tout comme certaines attractions avant elle, Piraña bénéficia d'un paysage et d'un environnement spécifique. Un exemple est la Casa Caracol. Ce stand de restauration voisin est décoré selon le même thème.
Voici les différentes œuvres qui sont inspirées de la culture précolombienne :
- Le bâtiment entier est couvert de décorations chibcha.
- Devant le bâtiment : poubelle inspiré de Chac Mool (Toltèques/Maya).
- Entrée du bâtiment : deux atlantes, colonnes en forme de guerriers Toltèques de Teotihuacan de 3,50 mètres. Au-dessus de la porte, le visiteur aperçoit Quetzalcóatl (Mixtèques, Toltèques, Aztèque). Deux têtes mayas trônent à côté de l'entrée.
- Gare d'embarquement : les bannières colorées, les fenêtres et les Tumis surdimensionnés typiques de Tahuantinsuyu décorent ce secteur.
- Le parcours : des murs de style Inca Tiwanaku sont situés au début. Plus loin se trouvent le dieu soleil Viracocha Teotihuacan, des décorations animalières Chavíns et une figure cérémonieuse concluent le tour[3].

Au fil des années, l'ambiance a bien évolué. Les premières années de Piraña, la végétation bordant le circuit était surtout composée de petits bosquets, alors que de nos jours s'y trouvent beaucoup d'arbres de grande taille et de taille moyenne.
Jusqu'en 2009, la musique accompagnant la file d'attente était une combinaison de titres d'artistes hispanophones comme Daniela Mercury, les Gipsy Kings, Dario-G, Jody Bernal, etc. À partir de l'année 2010, le parc diffuse la composition originale de René Merkelbach. Ce musicien est le compositeur attitré d'Efteling ces dernières années. Il a également composé les musiques de Pardoes Promenade, du Hollandais Volant, du conte Cendrillon, de Bosrijk et de Raveleijn.

## Technique
La technique de Piraña est assez simple. L'explication se situe dans les quatre énormes pompes d'une capacité étonnante (300 kilowatts ou 300 000 watts). Cette attraction est celle qui consomme le plus d'électricité dans le parc. La nuit, l'eau n'est plus mise en mouvement et elle s'écoule naturellement vers la fin du parcours et dans le bassin au milieu de l'attraction. Ceci s'explique parce que la déclinaison de l'attraction est de trois mètres. Le chenal est parcouru au total de millions de litres d'eau. Le matin, Piraña est mis en route. C'est alors que les pompes démarrent et se mettent à pomper avec une force énorme. Au moyen de virages et de poutres de différentes épaisseurs placées au fond de l'eau, le courant s'accélère et des vagues se forment. En moins de cinq minutes, l'attraction est prête à être utilisée.
- Longueur du trajet : 350 mètres.
- Propulsion : 4 pompes propulsant 2 millions de litres d'eau par heure.
- Volume d'eau : 25 000 m³.
- Vitesse maximale : 20 km/h.
- Durée moyenne : 8 minutes.
- Capacité : avec 35 radeaux : + de 2 000 visiteurs par heure.
- Coût : € 7,25 millions (17,95 millions de florins)[8].

## Parcours
Le circuit commence par une descente dans un tunnel sombre. Ensuite le canal s'élargit, les vagues se font plus fortes et les bateaux peuvent même s'entrechoquer ou se dépasser. Les voyageurs passent alors devant deux cascades qui mouillent parfois les passagers. Ensuite, le cours d'eau devient plus étroit. En été, des jets d'eau passent horizontalement au-dessus des visiteurs pour s'assurer qu'ils soient mouillés. Les rapides accélèrent ensuite la cadence jusqu'à un nouveau passage étroit. Après ce moment, les embarcations passent entre deux cascades qui sont littéralement deux murs d'eau. Après avoir quitté la dernière chute d'eau, le trajet se terminera par des vagues plus intenses.
Après la sortie, une promenade autour de l'attraction s'offre aux passagers grâce à des ponts et des passerelles.

## Radeaux
Les embarcations sont de couleur jaune, orange ou crème et flottent grâce à de grands pneus sur lesquels elles sont montées. Six à neuf passagers peuvent prendre place dans un radeau. Jusqu'en 2009, les radeaux étaient de couleurs jaune ou orange et accueillaient six passagers. 
En 2007, le parc fit un test : un radeau fut transformé pour pouvoir accueillir neuf passagers. Depuis 2010, les nouvelles embarcations peuvent recevoir jusqu'à neuf visiteurs mais pas comme dans les radeaux-test. En effet, deux adultes ou deux adultes et un enfant peuvent prendre place sur chacune des trois banquettes des bateaux.

## Anecdotes
- Un service photo est installé dans l'attraction[10]. Celui-ci prend une photo de l'embarcation avec ses passagers au cours du trajet et cette photo peut être achetée après le trajet. Ce système n'existait pas à l'origine ; et dans un premier temps il fut placé à la fin du trajet. Puis, il fut placé avec un panneau prévenant les voyageurs avant le pont tortueux, et enfin il retourna au premier emplacement en 2002.
- En 1984, la capacité de l'attraction augmenta de 1 500 à 2 000 visiteurs/h[8].